# Фольксбюне

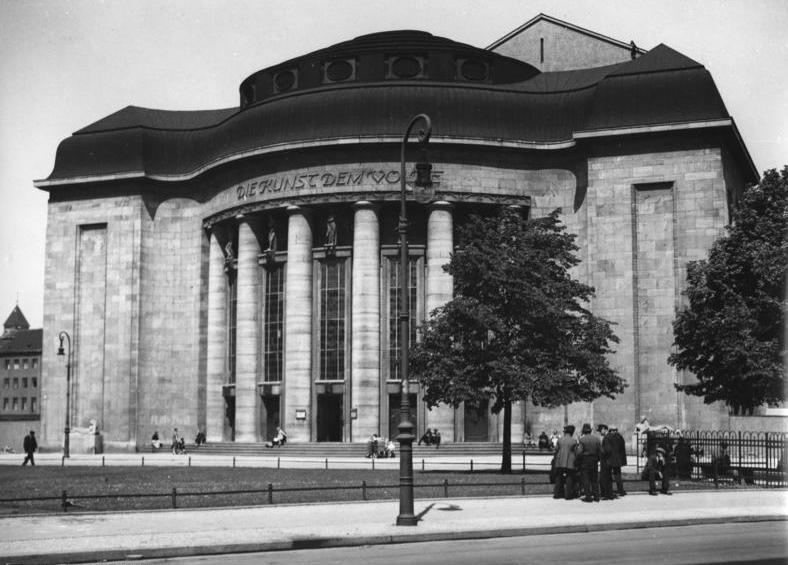
Оригинальное здание в 1930 году

Фольксбюне («Народная сцена») — театр в центре Берлина, в районе Митте, на площади Розы Люксембург. Его называют самым культовым театром Берлина.

## История
Театр «Фольксбюне» был построен в 1913—1914 годах по проекту Оскара Кауфмана, с интегрированной скульптурой Франца Метцнера, которые ранее вместе работали над кинотеатром «Павильон УФА на площади Ноллендорфплац» в 1912—1913 годах. Открылся 30 декабря 1914 года .
В основе создания театра — организация, известная как «Freie Volksbühne» («Свободная народная сцена»), которую основали в 1890 году Бруно Вилле и Вильгельм Бёльше. В 1892 году они представили концепцию театра «для народа». Целью организации было продвижение натуралистических пьес того времени по ценам, доступным для простого рабочего. Первоначально над фасадом здания был написан лозунг «Die Kunst dem Volke» («Искусство — народу»). Двумя ранними художественными руководителями были новатор Макс Рейнхардт (1915—1918 гг.) и реформатор театра Эрвин Пискатор (1924—1927 гг.) во времена Веймарской республики.
Во время Второй мировой войны театр, как и большая часть Берлина, сильно пострадал. С 1950 по 1954 год он был восстановлен по проекту архитектора Ханса Рихтера, при этом конструкция и дизайн здания были модернизированы.
Франк Касторф стал директором в 1992 году. За 25 лет его руководства, до середины 2017 года, амбициозные экспериментальные постановки театра принесли ему мировое признание как ведущей европейской театральной площадки.
В 2015 году город Берлин объявил, что Касторфа в 2017 году должен был заменить Крис Деркон. В сентябре следующего года левые активисты оккупировали театр, протестуя против нового программного направления Народной оперы. Деркон ушёл в отставку в апреле 2018 года после короткого периода, который многие расценили как слабый в коммерческом и художественном плане для театра.
После этого Клаус Дёрр временно взял на себя руководство Народным театром, намереваясь исполнять обязанности в течение определённого срока. 15 марта 2021 года берлинский сенатор по культуре Клаус Ледерер и Клаус Дёрр договорились о прекращении его полномочий.
Рене Поллеш, драматург и режиссёр, считающийся одним из ведущих и наиболее влиятельных представителей постдраматического театра в Германии, занял пост художественного руководителя Народного театра в 2021 году, однако скоропостижно скончался в феврале 2024 года.
После года поисков правительство Берлина объявило Маттиаса Лилиенталя новым художественным руководителем Народной оперы в феврале 2025 года, к которому присоединился художественный совет хореографов Флорентины Хольцингер и Марлен Монтейру Фрейтас. Лилиенталь, работавший главным драматургом в Народной опере с 1991 по 1998 год под руководством Франка Касторфа, ранее возглавлял HAU — Hebbel am Ufer и Мюнхенский камерный театр. Новая команда руководителей приступит к исполнению своих обязанностей в августе 2026 года.